# Сражение при Хастенбеке
Сражение при Хастенбеке (нем. Schlacht bei Hastenbeck) — сражение, произошедшее у деревни Хастенбек (ныне — район города Хамельна) 26 июля 1757 года между 60 тысячной французской армией под началом маршала д’Эстре и 36 тысячной так называемой Обсервационной армией герцога Кумберлендского. Стало одним из самых курьёзных сражений Семилетней войны, имевшим, тем не менее, нешуточные последствия. Оба военачальника, считая сражение проигранным, почти одновременно отдали приказ к отступлению. Французам, однако, удалось первыми заметить, что и противник отступает; они смогли вовремя остановиться, благодаря чему, потеряв вдвое больше солдат, и вышли победителями при Хастенбеке.

## Накануне сражения

Сражение при Хастенбеке

Война с Францией была вызвана политическим просчётом короля Пруссии Фридриха II, недооценившего возмущения, которое вызовет во Франции его союзный договор с Англией. Стремясь избежать её, он, в небезосновательной надежде на продажность французского двора, выделяет большие деньги на подкуп французских чиновников и придворных, так, одной мадам де Помпадур были предложены полмиллиона талеров за лоббистские услуги в пользу Берлина. Однако, на сей раз, все попытки подкупа, в том числе, и через Вольтера, не увенчались успехом: посредникам и эмиссарам Фридриха было дано недвусмысленно понять, что ни о каком мире с Пруссией не может быть и речи.
В конце мая 1757 года французская армия, насчитывавшая, вместе с отрядами австрийцев, 115 тысяч человек, перешла Рейн. 20 июня французы берут Билефельд. Против них Фридрих может выставить лишь 5 тысяч солдат. Таким образом, основную тяжесть борьбы с французским наступлением должны были взять на себя германские протестантские княжества.

## Силы сторон
Так называемая Обсервационная армия союзников (не путать с русским Обсервационным корпусом) насчитывала 47 тысяч человек с 22 орудиями, из них 27 тысяч ганноверцев, 12 тысяч гессенцев и 6 тысяч брауншвейгцев, а также, двухтысячный отряд из Шаумбурга и Готы. Командовал ей сын английского короля Георга II Вильям Август, герцог Кумберлендский.
Герцог Кумберлендский видел свою основную задачу в защите Ганновера, владения английского короля на континенте. С этой целью он намеревался воспрепятствовать переправе французов через Везер, когда они, всё же, 16 июля перешли Везер и расположились лагерем в Ольденбурге, он решается дать им сражение у крепости Хамельн, у деревни Хастенбек. В его распоряжении находятся, к этому моменту, 36 тысяч человек, включая 5 тысячный отряд пруссаков. У противника — 60 тысяч.

## Диспозиция

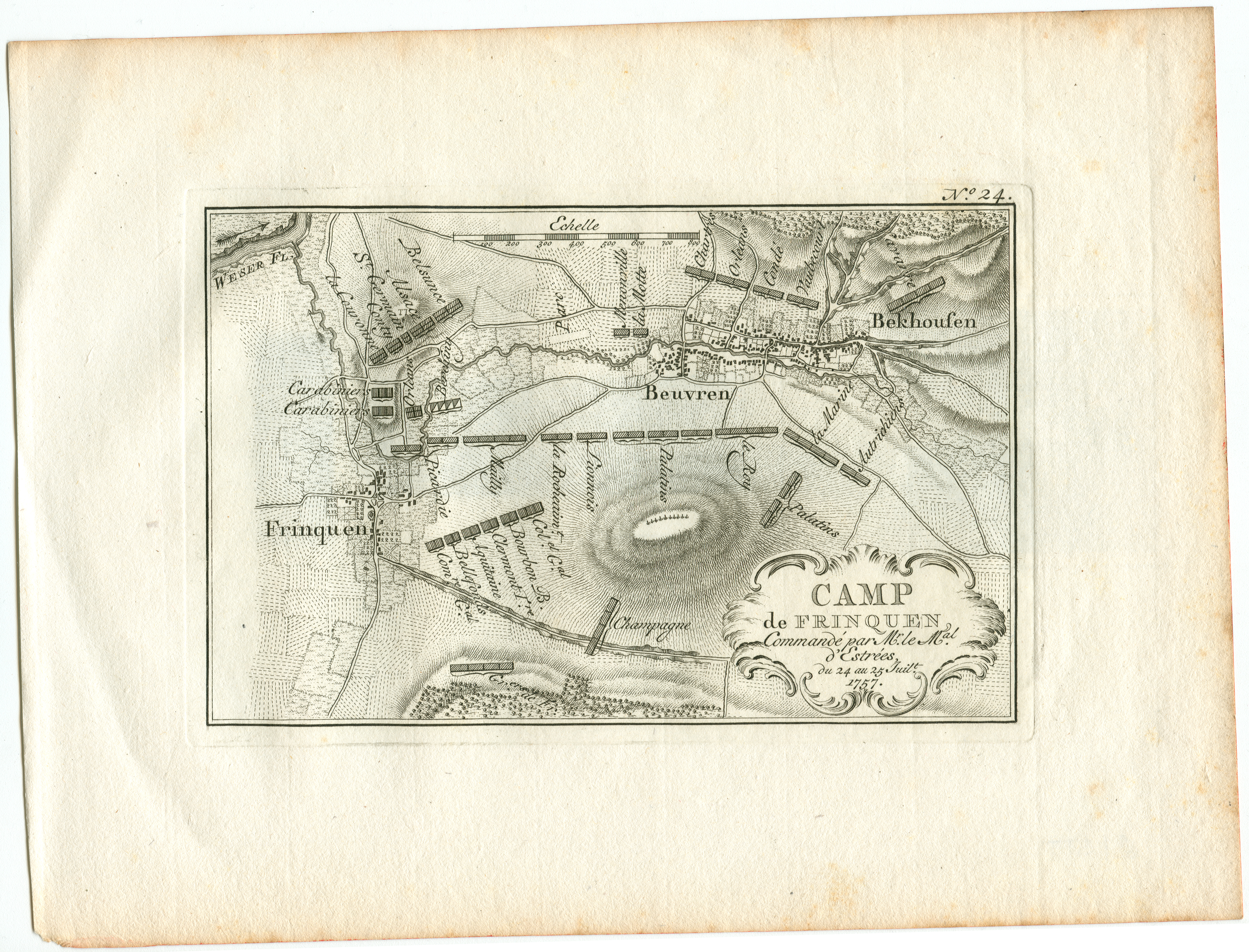

Позиция, выбранная герцогом Кумберлендским между селениями Хастенбек и Форемберг, имела ряд недостатков: в то время, как правый фланг был защищён ручьём и болотами, левый находился у подножия высот, которые могли быть с успехом использованы артиллерией противника. Центр располагался на двух небольших, поросших лесом, возвышенностях, пологие склоны которых не представляли серьёзного препятствия для подъёма. Армия была выстроена в одну линию, в первом эшелоне пехота, во втором — резерв и вся кавалерия. Артиллерия была поделена на четыре батареи, главная из которых, вооружённая 12-ю двенадцати-фунтовыми пушками и шестью гаубицами, располагалась на невысоком холме между центром и левым флангом.
Деревня Хастенбек была занята на ночь небольшим деташементом, командир которого имел приказ оставить её и присоединиться к армии при приближении противника.
Враг показался 25 июля, с рассветом, атаковав пикеты у деревни. В этот день не произошло никаких решительных событий, весь день продолжались мелкие стычки и артиллерийский обстрел левого фланга, причём солдаты Обсервационной армии смогли убедиться в том, что французская артиллерия по всем показателям значительно превосходит их собственную. Ночью, опасаясь удара в тыл своей армии, герцог Кумберлендский отрядил деташемент под командованием полковника Макса фон Брайденбаха (2 эскадрона, 3 батальона) к Дирсену, а, затем, и усилил его дополнительно 2 эскадронами и тремя сотнями пехоты.

## Ход сражения
Сражение началось с рассветом обстрелом левого фланга союзников, в девять утра французы пошли в наступление, им удалось охватить левый фланг, один отряд французов ударил с тыла по центру армии, другому удалось захватить главную батарею. Получив известие о потере батареи, слыша со стороны Дирсена сильную стрельбу и истолковав её превратно (на самом деле, стрельба велась побеждающими солдатами Брайденбаха), герцог Кумберлендский счёл сражение проигранным и дал приказ к отступлению.
Между тем, принц Брауншвейгский контратаковал французов и отбил батарею, в то время, как Брайденбах неожиданно напал с тыла на французский корпус, состоявший из 16 батальонов, и обратил его в паническое бегство, захватив 22 пушки и изрядное количество повозок. Теперь настала очередь французов посчитать битву проигранной.
Им посчастливилось, однако. Уже отступая, они сумели вовремя обнаружить, что и противник уходит. Приказ об отступлении был отменён, французская армия заняла лагерь у Хастенбека на правах победителя. Офицер, посланный к герцогу Камберлендскому с сообщением об успехе Брайденбаха, сумел, в неразберихе и хаосе поспешного отступления, разыскать того лишь на следующий день. Вот тогда герцог и узнал, что это, возможно, он, а не французы, выиграл сражение. Но было уже поздно.

## Итоги сражения
После неудачи под Хастенбеком, Обсервационная армия отошла за Аллер, французы заняли большую часть Ганновера и Брауншвейга. Затем, под началом нового главнокомандующего Луи Армана дю Плесси, герцога Ришельё, сменившего маршала д’Эстре в результате версальских интриг, они смогли вытеснить Обсервационную армию, которую, к тому времени, покинули 5 тысяч прусских солдат, в окрестности Штаде и отрезать от всякого сообщения с Гамбургом и Бременом.
В результате, при посредничестве Дании, герцог Камберлендский был вынужден начать переговоры с Ришельё, закончившиеся подписанием в начале сентября Цевенской конвенции, согласно условиям которой французы занимали Ганновер, а Обсервационная армия распускалась. Этот договор открывал французам дорогу на Магдебург и Берлин. На счастье Фридриха, Ришельё не спешил воспользоваться открывшимися возможностями, отложив поход в Пруссию на следующий год. По утверждению А. А. Керсновского в его «Истории русской армии», дело было не в неповоротливости французского военачальника, а в том, что ему была дана Фридрихом хорошая взятка.
Но и, безо всяких взяток, общеизвестно, что Ришельё принадлежал к партии решительных противников сближения с Австрией и, следовательно, к партии сторонников Фридриха при французском дворе. С прусским королём он вёл оживлённую дружескую переписку через линию фронта, опубликованную ещё в XVIII веке.